# Илатив
Илативът (от латински: illatus) е един от падежите за място във финския, естонския, литовския и унгарския езици. Основното му значение е „във (вътрешността на)“. Ппример от унгарския е „a házba“ (към къщата, където a ház означава „къщата“). Пример от естонския е „majasse“ и „majja“ (към къщата), сформиран от „maja“ (къща). Пример от финския е „taloon“, където „talo“ означава „къща“. Пример от литовския е „laivan“ (към лодката), сформиран от „laivas“.